# Thomas Hakon Grönwall
Thomas Hakon Grönwall   (Dylta bruk, 16 de gener de 1877 - Nova York, 9 de maig de 1932) va ser un matemàtic nascut a Suècia i nacionalitzat nord-americà.

## Vida i obra
Grönwall va començar el 1893 els seus estudis universitaris a la universitat d'Uppsala, però l'any següent es va canviar a la Högskola d'Estocolm (actual universitat d'Estocolm) que, malgrat no atorgar titulacions oficials en aquell temps, tenia una vigorosa escola de matemàtiques dirigida per Mittag-Leffler. Va obtenir el seu doctorat el 1898 a Uppsala. En aquesta data ja havia publicat una desena d'articles científics.
Grönwall va deixar Estocolm i Suècia probablement el 1899 a causa d'una festa estudiantil excessiva, que va acabar malament i que va ser durament (i potser, injustament) sancionada per les autoritats acadèmiques. Va marxar a Berlín on va estudiar a l'Escola Tècnica Superior de Charlottenburg (actual universitat Tècnica de Berlín) i es va graduar com enginyer el 1902 i va començar a treballar a la indústria.
El 1904 va tornar a emigrar, aquest cop als Estats Units d'Amèrica, on va estar treballant per a diferents empreses del sector metal·lúrgic: Carnegie Steel, US Steel, Pennsilvània Railroad, etc. El 1911, mentre vivia a Chicago, va reprendre el seu interès per les matemàtiques pures i va tornar a publicar articles científics de matemàtiques (tretze entre 1912 i 1913). El mateix any 1912 va esdevenir membre de la Societat Americana de Matemàtiques. Entre 1913 i 1915 va ser professor a la universitat de Princeton, tan per matemàtics com per enginyers. El 1915 va haver de deixar la universitat entre sospites d'alcoholisme.
Els anys següents va ser assessor del US Ordnance Corps (la intendència militar americana) distribuint el seu temps entre Washington DC i els arsenals d'Aberdeen (Maryland). El 1922, quan ho va deixar, es va establir a Nova York com consultor matemàtic, tenint com un dels seus principals clients la AT&T. Van ser uns anys difícils per a ell, durant els quals va rebre el suport, emocional i econòmic, d'Oswald Veblen. Finalment, el 1925 va començar a col·laborar amb el professor de química de la Universitat de Colúmbia Victor LaMer, i el 1927 va ser nomenat assistent en aquesta universitat. Va morir el 1932.
Amb aquesta vida tan diversa, les seves contribucions van ser en diferents camps de les matemàtiques pures, com l'anàlisi matemàtica, les equacions diferencials o la teoria de nombres, i de les matemàtiques aplicades com la mecànica, la física atòmica o la química matemàtica. El resultat pel que és més recordat és el lema que porta el seu nom: el lema de Grönwall que permet deduir cotes de solucions de sistemes d'equacions diferencials.